# Händedesinfektionsmittel

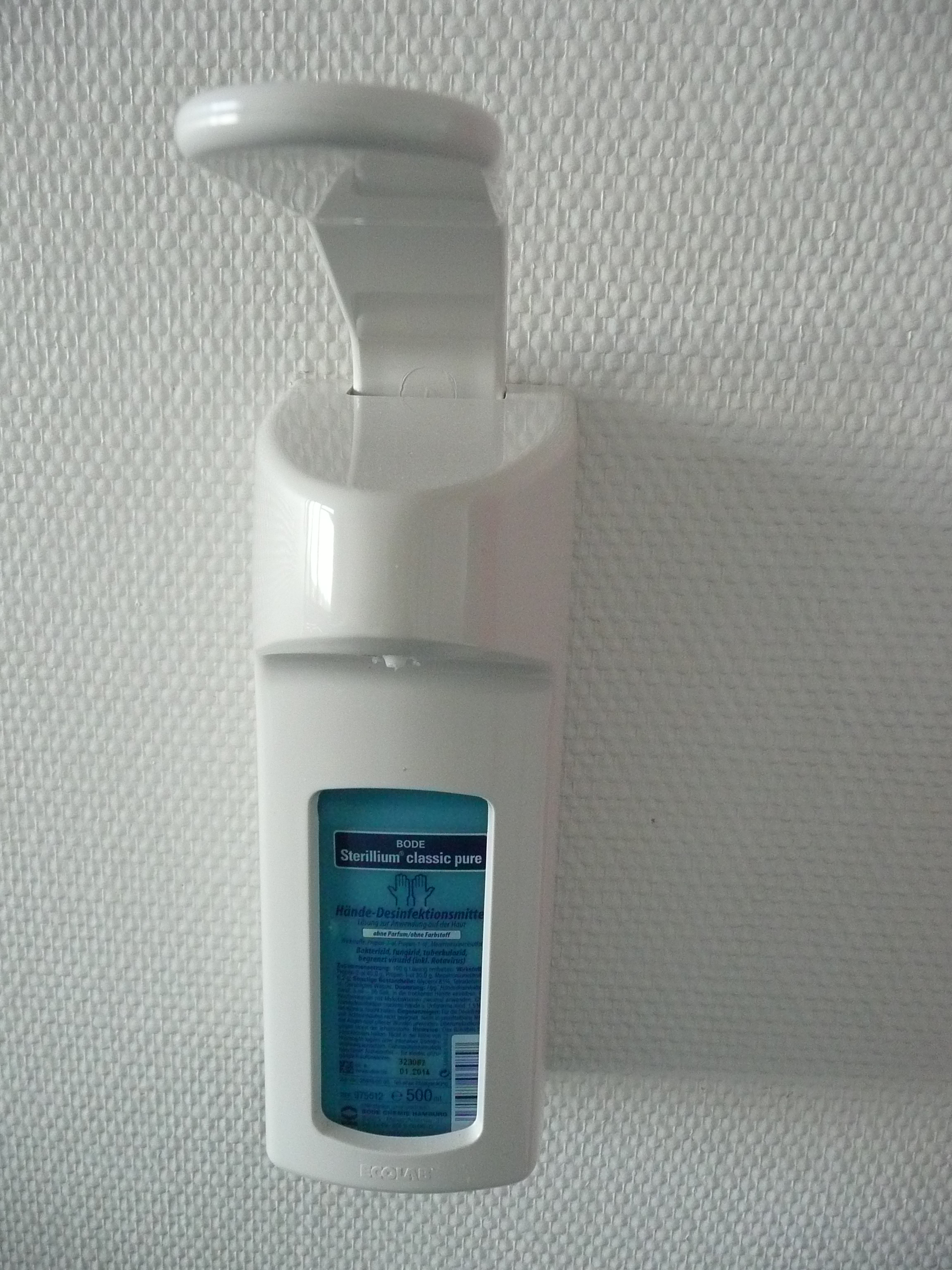
Wandspender für alkoholisches Händedesinfektionsmittel. Durch Druck auf den Hebel mit dem Ellbogen wird eine Portion der Flüssigkeit freigegeben.

Ein Händedesinfektionsmittel (Abkürzung HDM) ist eine Flüssigkeit, mit dem die Hände über einen bestimmten Zeitraum eingerieben werden. Mit dem Verfahren dieser Händedesinfektion wird die auf der Haut der Hände befindliche Keimbesiedelung weitgehend reduziert, in dem – je nach verwendetem Präparat – beispielsweise Bakterien, Pilze und Viren abgetötet oder deaktiviert werden. Geeignete hautschonende Desinfektionsmittel sind in Arztpraxen, Kliniken und Heimen das effektivste Mittel, um einer Keimübertragung von einem Patienten über das Personal auf andere Patienten bzw. einer Kreuzinfektion vorzubeugen.
Daneben werden für den Privatgebrauch Händedesinfektionsmittel unter anderem in Gelform oder als Feuchttücher von Drogerien und Apotheken vertrieben.

## Bestandteile
Lösungen zur Händedesinfektion sind als alkoholische Fertigpräparate – in zum Teil genormten Gebinden – erhältlich oder werden unter bestimmten Voraussetzungen aus einzelnen Bestandteilen zur sofortigen Verwendung zubereitet.
Die Weltgesundheitsorganisation (WHO) hat 2010 einen Ratgeber zur Herstellung von alkoholischen Händedesinfektionsmitteln in lokalen pharmazeutischen Einrichtungen veröffentlicht. Die lokale Produktion von Händedesinfektionsmitteln wird von der WHO für den Fall empfohlen, wenn entsprechende Fertigpräparate nicht verfügbar oder zu teuer sind.

### Fertigpräparate

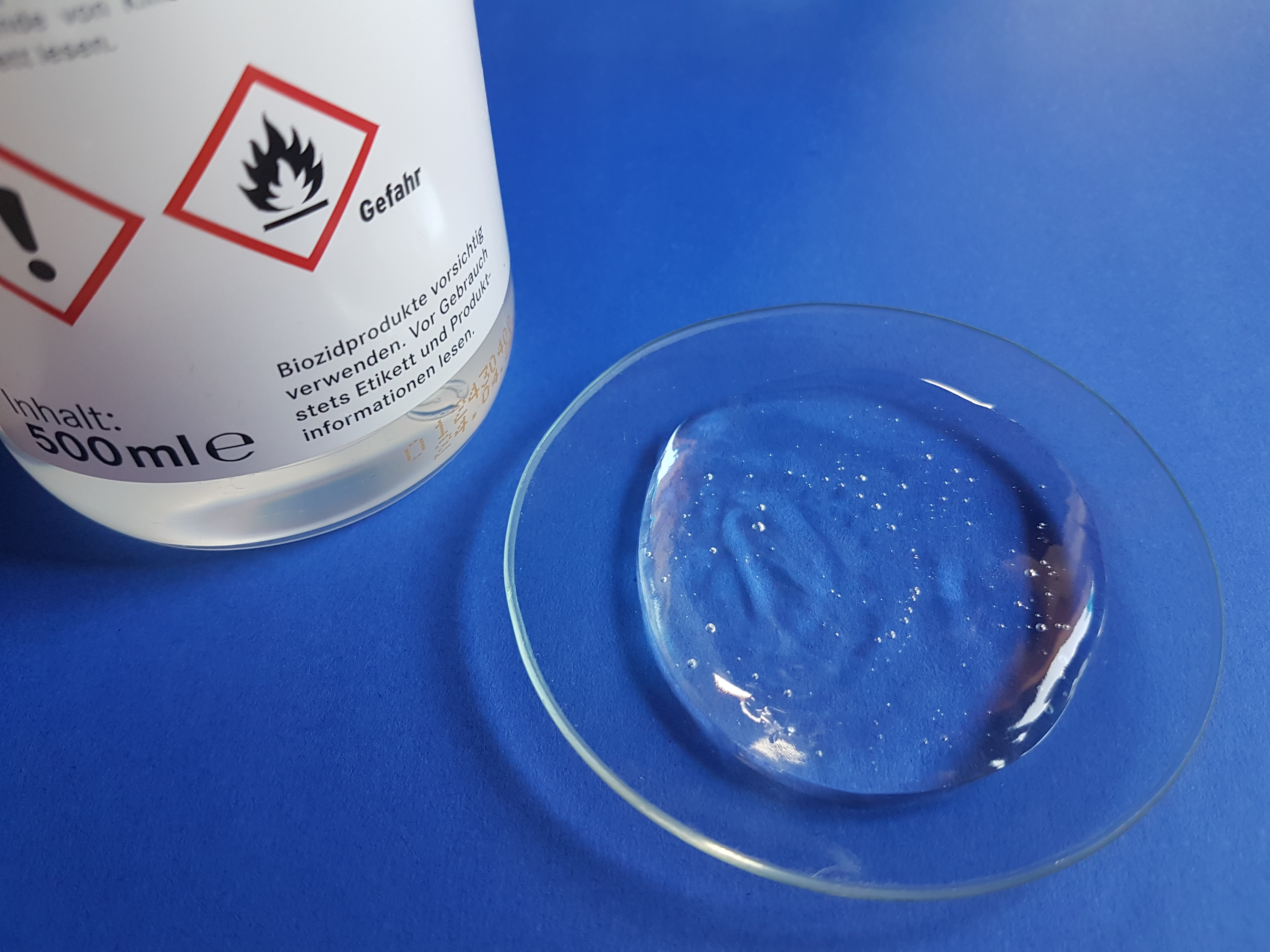
Alkoholisches Händedesinfektionsgel

Hauptinhaltsstoff von Händedesinfektionsmitteln sind Alkohole (Ethanol, 1-Propanol oder 2-Propanol (Isopropanol)). Produkte mit 60 % bis 95 % Volumenanteil Alkohol sind am wirksamsten. Höhere oder tiefere Konzentrationen sind weniger wirksam. Am häufigsten sind Konzentrationen zwischen 60 % und 80 % Alkohol.
Neben Alkohol enthalten Händedesinfektionsmittel auch:
- zusätzliche Antiseptika wie Chlorhexidin und quartäre Ammoniumverbindungen,
- Sporizide wie Wasserstoffperoxid, um allfällige Bakteriensporen in Behältnissen abzutöten,
- Emollientien und gelbildende Mittel, um die Haut zu schützen (z. B. Glycerin),
- wenig destilliertes Wasser,
- manchmal schaumbildende Mittel,
- selten Farb- oder Duftstoffe; diese gelten aber als allergieauslösend.[4]

### Grundstoffe zur Zubereitung
Lösungen, die auf Chlor oder Peroxyessigsäure basieren, sind nicht als Fertigpräparate erhältlich, sondern müssen unmittelbar vor Verwendung frisch angesetzt und nach der vom Hersteller angegebenen maximalen Standzeit entsorgt werden. Wegen der schlechten Verträglichkeit werden diese Stoffe aber nur selten als HDM eingesetzt. Die Desinfektionsmittel-Kommission des Verbundes für Angewandte Hygiene (VAH) rät davon ab, aufgrund der Instabilität und möglicher Hautirritation chlorhaltige Produkte mit Natriumhypochlorit zu verwenden.

## Entwicklung
Der Mediziner Ignaz Semmelweis setzte als Erster erfolgreich das Desinfektionsmittel Chlorkalk ein: Die ihm unterstellten Ärzte mussten ihre Hände in diese spezielle Lösung tauchen, was zunächst unter den Kollegen Spott auslöste. Durch diese Maßnahme sank aber die Sterblichkeit von Wöchnerinnen erheblich. Allerdings greift Chlorkalk nicht nur Bakterien und Viren, sondern auch die Haut an. Durch die schlechte Verträglichkeit war die Bereitschaft zur regelmäßigen Anwendung gering. Auch die Seifenwaschung mit gleichzeitigem Abbürsten der Hände und anschließender Einreibung mit hochprozentigem Alkohol führte beim medizinischen Personal häufig zu Hautentzündungen und Ekzemen an den Händen. Die modernen Präparate, deren Entwicklung auf Peter Kalmár in den 1960er Jahren zurückgeht, basieren zwar weiterhin auf Alkohol, sind aber aufgrund rückfettender Zusatzstoffe deutlich hautschonender.
In Deutschland sind nur geprüfte und gelistete Händedesinfektionsmittel in Arztpraxen, Krankenhäusern und anderen Einrichtungen der medizinischen Versorgung zugelassen. Für den Privatgebrauch sind dagegen verschiedene gelartige Flüssigkeiten und Feuchttücher auf dem Markt, die sich in Zusammensetzung und Wirkungsspektrum von den gelisteten Mitteln unterscheiden.
Viele nosokomiale Infektionen könnten verhindert werden, wenn medizinisch tätiges Personal vor und nach jedem Patientenkontakt eine hygienische Händedesinfektion durchführte.

## Wirkungseinschränkungen
Die eingesetzten Präparate haben zum Teil Wirkungslücken bei Sporenbildnern, Ektoparasiten und bei bestimmten, insbesondere unbehüllten Viren wie Noro- und Rotaviren. Diese Erreger, die für viele Infektionen mit Brechdurchfällen (auch als Magen-Darm-Grippe oder Gastroenteritis bekannt) verantwortlich sind, werden mit speziellen Händedesinfektionsmitteln bekämpft. 2017 wurde mit der Bezeichnung begrenzt viruzid plus ein weiterer Wirkungsbereich für Händedesinfektionsmittel definiert. Für behüllte Viren muss das HDM demnach als begrenzt viruzid gekennzeichnet sein, für unbehüllte wie Noro-, Adeno- und Rotaviren als begrenzt viruzid plus, für andere unbehüllte wie z. B. Polioviren als viruzid.
Die Desinfektionsmittel-Kommission des Verbundes für Angewandte Hygiene (VAH) rät davon ab, im Gesundheitswesen fertig konfektionierte alkoholgetränkte Tücher zur hygienischen Händedesinfektion zu verwenden, da eine sichere Wirksamkeit nicht gegeben ist: Es wird z. B. deutlich weniger Wirkstofflösung abgegeben als bei den üblichen Händedesinfektionsverfahren, so dass möglicherweise keine gleichmäßige Benetzung der gesamten Hand stattfindet; außerdem entfällt die Knetbewegung, mit der die Wirkstofflösung in die Nagelfalze gepresst wird. Als ungünstigen Nebeneffekt führt der VAH zusätzlich die durch die Tücher – im Vergleich zum etablierten Verfahren – erheblich gesteigerte Abfallmenge an.
Die Produkte für den Privatgebrauch bieten häufig keinen hygienischen Vorteil, der über das regelmäßige Waschen mit Wasser und Seife hinausgeht, die beworbene antibakterielle Wirksamkeit ist nicht für jedes Präparat nachgewiesen. Daher können die Produkte laut Bundesinstitut für Risikobewertung (BfR) nicht universell eingesetzt und müssen vor der Anwendung überprüft werden, wogegen, in welcher Dosis und nach welcher Einwirkzeit die Mittel antibakteriell wirken. Dies sei im Privathaushalt kaum sicherzustellen.

## Spenderausstattung
Das Händedesinfektionsmittel ist meistens in einer sogenannten Euroflasche abgefüllt. Übliche Formate sind 500 ml und 1.000 ml Gebinde. Auch andere Größen, wie die kompakte Kitteltaschenflasche, werden verwendet. Die Euroflaschen kommen zusammen mit einer Dosierpumpe zum Einsatz und in den meisten Fällen in einem fest wandmontierten Händedesinfektionsmittelspender. Dabei wird das Präparat manuell über die Betätigung eines Bedienhebels dosiert oder bei automatischen Spendersystemen über einen Sensor ausgegeben. Eine weitere Alternative stellen Dosierpumpen dar, die auf der Euroflasche nach Abnehmen des Verschlusses aufgeschraubt werden. Diese werden in einer entsprechenden Konstruktion eingesetzt oder auf einen horizontale Oberfläche gestellt. Bei dieser Variante kommen in der Regel Kunststoffpumpen zum Einsatz, die über den Pumpkopf bedient werden.
Desinfektionsmittelspender sind in unmittelbarer Nähe überall dort vorzuhalten, wo eine Händedesinfektion durchgeführt werden muss. Für Krankenhäuser empfiehlt die Kommission für Krankenhaushygiene und Infektionsprävention am Robert Koch-Institut (KRINKO) eine bettennahe Mindestausstattung mit einem Spender pro Patientenbett auf Intensiv- und Dialysestationen, auf Nicht-Intensivstationen einen Spender für je zwei Patientenbetten sowie in der Sanitärzelle; außerdem in den Schleusen vor Intensivstationen, Isolierzimmern und Operationsbereichen. In bestimmten Bereichen kann es möglicherweise zu einer Gefährdung von Patienten durch das Desinfektionsmittel kommen (z. B. in psychiatrischen Abteilungen oder bei dementiell erkrankten Patienten), so dass hier eher Kittelflaschen sowie Spender am Visiten- oder Verbandwagen verwendet werden sollten. Werden Kittelflaschen verwendet, werden die Hände zunächst mit der nötigen Menge Desinfektionsmittel benetzt, die Flasche verschlossen und in die Tasche gelegt; erst dann wird die Händedesinfektion durchgeführt, um eine Rekontamination der Hände durch Berühren der Kittelflasche zu verhindern.
Leere Einmalbehälter werden nicht wieder befüllt, sondern verworfen.
Darüber hinaus empfiehlt die KRINKO für Einrichtungen des Gesundheitswesens, dass Händedesinfektionsmittelspender den Einsatz von Füllgütern unterschiedlicher Hersteller erlauben sollen: Es soll [...] die Möglichkeit der Verwendung von Gebinden unterschiedlicher Hersteller [...] möglich sein.